# Acanthodelta nigrosuffusa
Acanthodelta nigrosuffusa är en fjärilsart som beskrevs av Embrik Strand 1914. Acanthodelta nigrosuffusa ingår i släktet Acanthodelta och familjen nattflyn. Inga underarter finns listade i Catalogue of Life.